# Piper purdiei
Piper purdiei är en pepparväxtart som beskrevs av C. Dc.. Piper purdiei ingår i släktet Piper och familjen pepparväxter. Inga underarter finns listade i Catalogue of Life.